# Sillago ingenuua
Sillago ingenuua är en fiskart som beskrevs av Mckay, 1985. Sillago ingenuua ingår i släktet Sillago och familjen Sillaginidae. Inga underarter finns listade i Catalogue of Life.